# SATURDAY SPORTS BAR
『SATURDAY SPORTS BAR』（サタデー・スポーツ・バー）は、2004年4月3日から2009年9月26日までエフエム大阪 (fm osaka → FM OSAKA) で放送されていたラジオ番組である。
番組は毎回様々なスポーツ競技にスポットを当て、それらに打ち込む人々を取り上げていた。2008年には、毎回ガンバ大阪関連の情報を伝える「SATURDAY GAMBA STYLE」のコーナーを設けていた。基本的には近畿地方のチームやクラブを取り上げるスポーツ番組であったが、ゲストにはそれらに所属するスポーツ選手だけでなく、渡辺美里やウルフルケイスケのような音楽関係者を招くこともあった。
番組全体としては特定企業による一社提供ではなかったが、18:00 - 18:55の時間帯に限っては中西金属工業の提供枠となっていた。また番組中、ミズノがスポンサーのコーナーが複数設けられていた。番組の終了後、中西金属工業は『トラフィック』のスポンサーに就いている。

## 放送時間
いずれも日本標準時。
- 土曜 18:00 - 19:55（2004年4月 - 2005年3月） - 終了時刻は、番組公式サイトでの表記に基づく[6]。fm osaka 公式サイトのタイムテーブルでは、20:00まで放送されていたかのように記されていた。
- 土曜 18:00 - 20:55（2005年4月 - 6月） - TOKYO FM『TOYOTA RADIO FISH』の終了に伴い拡大。
- 土曜 18:00 - 20:30（2005年7月 - 12月） - TOKYO FM『SOYAFARM presents Natural Tempo』の放送開始に伴い縮小。
- 土曜 18:00 - 20:55（2006年1月 - 3月） - TOKYO FM『SOYAFARM presents Natural Tempo』の終了に伴い再度拡大。
- 土曜 18:00 - 20:30（2006年4月 - 2007年6月） - TOKYO FM『Driving Navigator by ADVAN』の時差ネット枠変更に伴い再度縮小。
- 土曜 18:00 - 20:00（2007年7月 - 2009年9月） - AIR-G'『サンプラザ中野のマネーランナー』の時差ネット開始に伴い縮小。

## 出演者

### DJ
- 初代：藤沢俊一郎、大塚由美（2004年4月 - 2005年3月）
- 2代目：庄司悟、森夏子（2005年4月 - 2006年9月）
- 3代目：KOJI、森夏子（2006年10月 - 2009年9月）
- 代理DJ：林智美（番組リポーター。2007年2月3日にKOJIの代理で出演[7]）、朴康造（ヴィッセル神戸に所属していたサッカー選手。2007年8月4日にKOJIの代理で出演[8]）

### リポーター
- RIBEKA[9]、林智美